# Fort Walton Beach
Fort Walton Beach es una ciudad ubicada en el condado de Okaloosa en el estado estadounidense de Florida. En el Censo de 2010 tenía una población de 19.507 habitantes y una densidad poblacional de 910,5 personas por km².

## Geografía
Fort Walton Beach se encuentra ubicada en las coordenadas 30°25′29″N 86°37′13″O / 30.42472, -86.62028, en la región conocida como mango de Florida. Según la Oficina del Censo de los Estados Unidos, Fort Walton Beach tiene una superficie total de 21.42 km², de la cual 19.38 km² corresponden a tierra firme y (9.54%) 2.04 km² es agua.

## Demografía
Según el censo de 2010, había 19.507 personas residiendo en Fort Walton Beach. La densidad de población era de 910,5 hab./km². De los 19.507 habitantes, Fort Walton Beach estaba compuesto por el 77.74% blancos, el 12.33% eran afroamericanos, el 0.65% eran amerindios, el 3.24% eran asiáticos, el 0.3% eran isleños del Pacífico, el 2.08% eran de otras razas y el 3.66% pertenecían a dos o más razas. Del total de la población el 7.88% eran hispanos o latinos de cualquier raza.